# Storverkavan
Storverkavan är en sjö i Umeå kommun i Västerbotten och ingår i Dalkarlsån-Sävaråns kustområde. Sjön har en area på 0,0644 kvadratkilometer och ligger 3 meter över havet.

## Delavrinningsområde
Storverkavan ingår i det delavrinningsområde (708757-173790) som SMHI kallar för Rinner mot Ytterbodafjärden. Medelhöjden är 7 meter över havet och ytan är 7,47 kvadratkilometer. Det finns inga avrinningsområden uppströms utan avrinningsområdet är högsta punkten. Avrinningsområdets utflöde mynnar i havet, utan att ha någon enskild mynningsplats. Avrinningsområdet består mestadels av skog (90 procent). Avrinningsområdet har 0,07 kvadratkilometer vattenytor vilket ger det en sjöprocent på 0,9 procent.